# CRY FOR YOU/Can't Let Go
「CRY FOR YOU/Can't Let Go」（クライ フォー ユー/キャント レット ゴー）は、日本の歌手JAY'EDの5枚目のシングルである。2009年7月22日発売。発売元はトイズファクトリー。

## 概要
- 前作から5ヶ月ぶりとなるシングル。

## 収録曲
1. CRY FOR YOU(4:14)
作詞：JAY'ED、作曲：JAY'ED・Jeff Miyahara・Jeremy Soule、編曲：Jeff Miyahara・Jeremy Soule
2. Can't Let Go(4:33)
作詞：JAY'ED、作曲：JAY'ED・UTA、編曲：UTA

## 収録アルバム
- オリジナル『MUSICATION』（2009年10月28日）